# متوسط هيروني
في الرياضيات، المتوسط الهيروني H لعددين موجبين حقيقيين A و B يُعطى بالصيغة التالية:
{\displaystyle H={\frac {1}{3}}\left(A+{\sqrt {AB}}+B\right).}
وقد سُميّ نسبة إلى هيرون الإسكندرية.

## التطبيقات والهندسة المصمتة

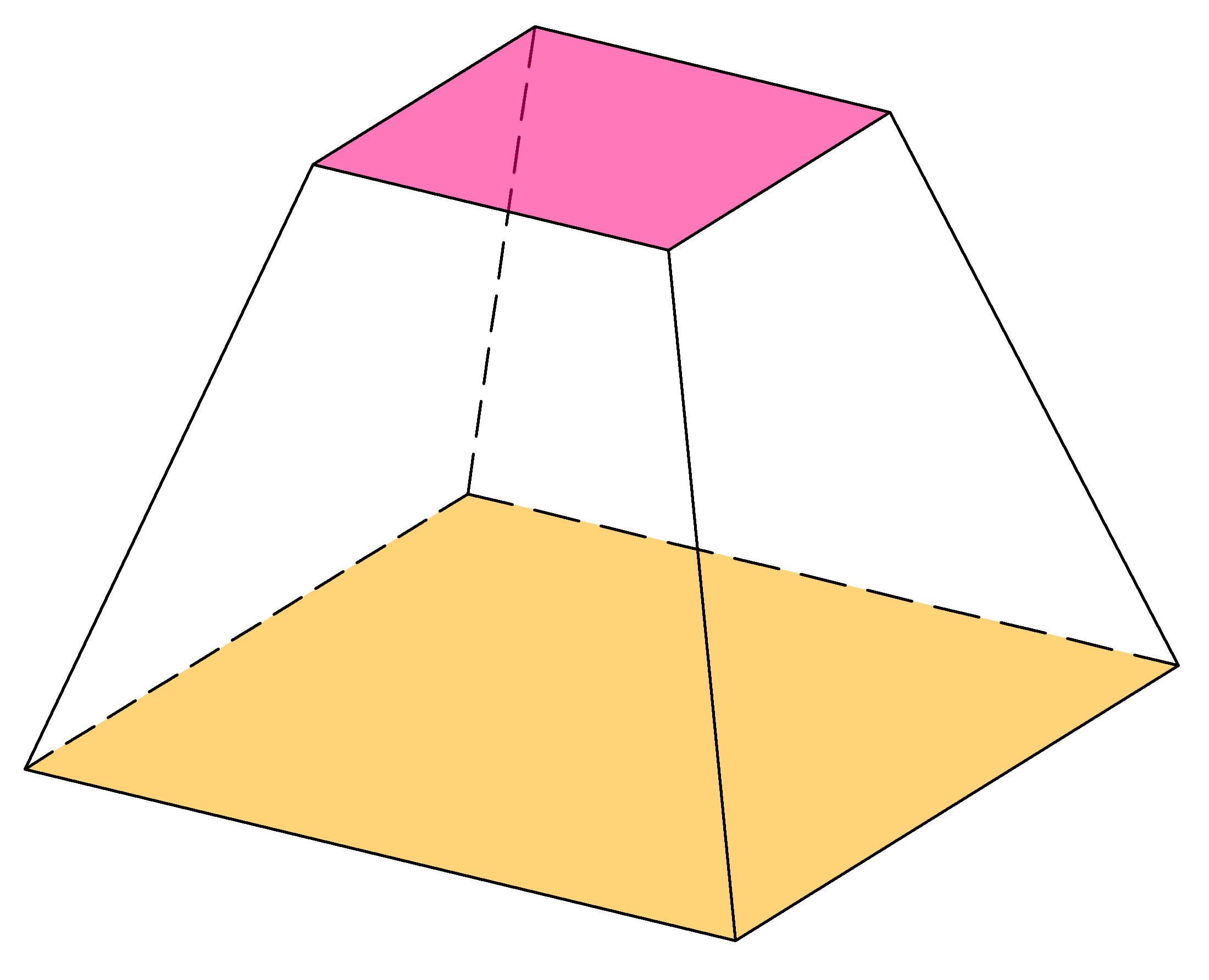
مخروط مربع ناقص، مع حجم يساوي الارتفاع مضروباً في المتوسط الهيروني لمساحات المربع.

يستخدم المتوسط الهيروني لإيجاد حجم المخروط الناقص لـهرم أو مخروط. الحجم يساوي حاصل ضرب الارتفاع في المخروط الناقص مجموعاً مع المتوسط الهيروني لمساحات الأوجه المتوازية.

## العلاقة مع المتوسطات الآخرى
المتوسط الهيروني لعددين A وَ B هو المتوسط الوزني لـمتوسطهم الحسابي ومتوسطهم الهندسي.
{\displaystyle H={\frac {2}{3}}\cdot {\frac {A+B}{2}}+{\frac {1}{3}}\cdot {\sqrt {AB}}.}

## وصلات خارجية
- مقارنة هندسية لبعض المتوسطات الرياضية. نسخة محفوظة 2 يوليو 2013 على موقع واي باك مشين.